# Rádio Educadora (São Luís)
Rádio Educadora é uma emissora de rádio brasileira sediada em São Luís, capital do estado do Maranhão. Opera no dial AM, na frequência 560 kHz, e é afiliada a Rede Católica de Rádio e da Rede Milícia Sat. A emissora foi fundada em 1966 pela Arquidiocese de São Luís do Maranhão, na época sobre os cuidados do arcebispo Dom João José da Mota e Albuquerque. Hoje, a emissora pertence a Fundação Dom José de Medeiros Delgado (FUNDEL), órgão da arquidiocese que também administra a TV Nazaré São Luís (afiliada à TV Nazaré) e a retransmissora da Rede Vida. Os estúdios da emissora ficam localizados no bairro do Apicum, e sua antena de transmissão está no bairro do Sá Viana, às margens do Rio Bacanga.

## História

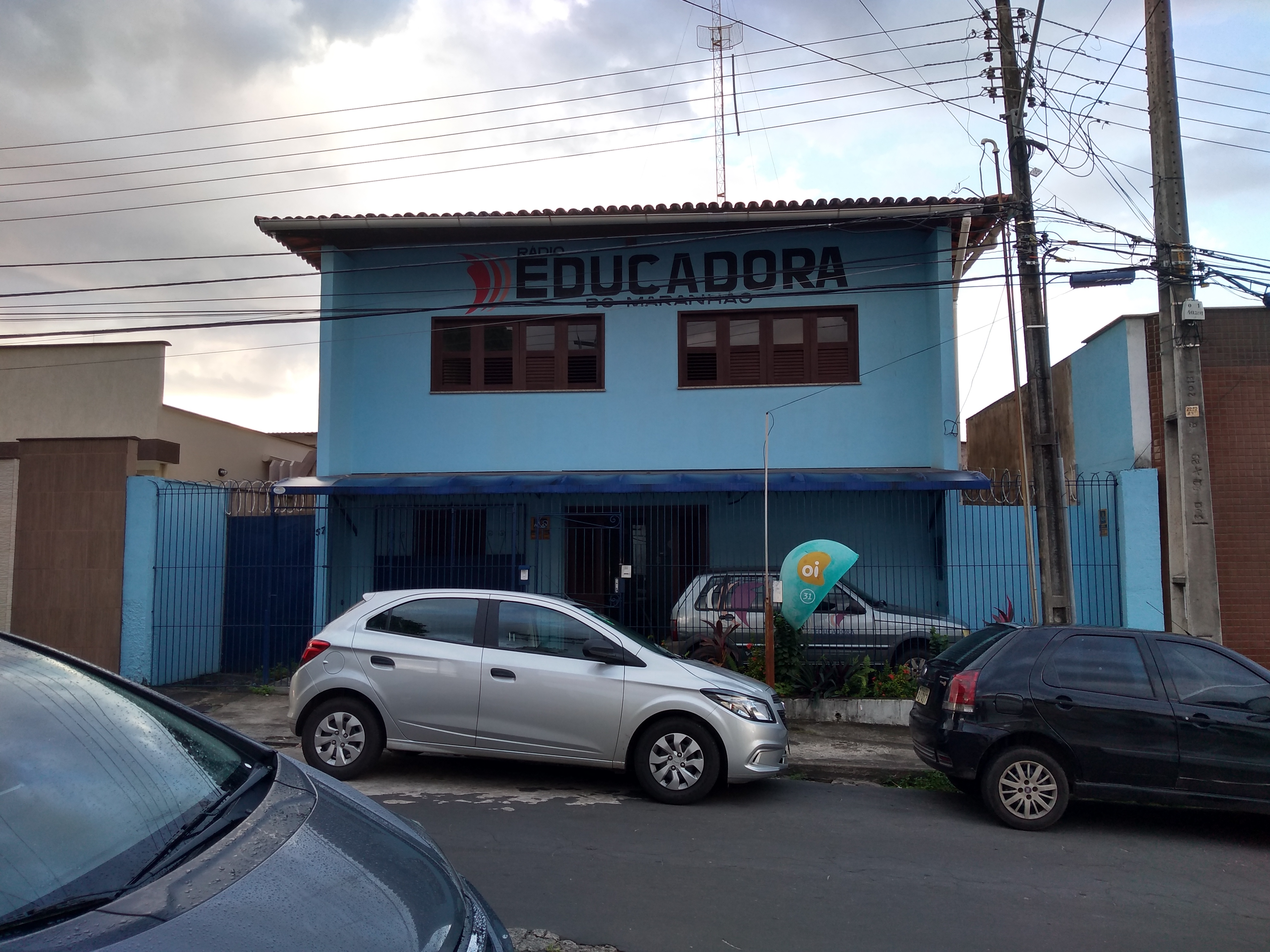
Sede da emissora, localizada no bairro Apicum.

A iniciativa para a criação da emissora se deu no final dos anos 50, através de um comissão liderada pelo arcebispo Dom José de Medeiros Delgado, o monsenhor Artur Lopes Gonçalves, além de Cláudio Brandt, Voltaire Frazão e Osvaldo Vasconcelos. Em 24 de junho de 1960, a Arquidiocese de São Luís do Maranhão registrou a Rádio Educadora do Maranhão Rural Ltda., e em 1962, através do decreto nº 815, o Ministério de Viação e Obras Públicas liberou a concessão da emissora.
Em 12 de junho de 1966, a Arquidiocese de São Luís (na época sob os cuidados do arcebispo Dom João José da Mota e Albuquerque) inaugurou oficialmente a Rádio Educadora AM, na época, a sexta emissora de rádio da cidade de São Luís. Inicialmente, a emissora funcionava em um casarão no centro da cidade, na Rua do Sol, 535. Somente em meados dos anos 90, a emissora mudou para o bairro do Apicum, na Rua Frei Querubim, 57. O primeiro programa veiculado nas ondas da emissora foi o Bom Dia Meu Irmão, apresentado pelo Monsenhor Estrela.
No início, a programação da emissora era feita por algumas instituições públicas do Governo do Estado do Maranhão, como a Secretaria de Agricultura e Educação do Estado e a Associação de Crédito, Assistência Rural e Movimento de Educação de Base, sendo que a rádio era mais voltada aos ouvintes do interior do Maranhão do que os da capital. Porém com o passar dos anos, a emissora passou a ter sua própria equipe e seus próprios programas, o que fez a emissora conquistar uma parcela dos ouvintes e garantir índices expressivos de audiência. Além de produzir programas voltados a comunidade e a igreja, a emissora notabilizou-se por suas coberturas jornalísticas, entre elas a da CPI do Narcotráfico em 1999, e os seus programas populares, como o Programa do Galinho, apresentado por Carlos Henrique Cavalcante, o Galinho, e o Roda Viva, apresentado por Edvaldo Oliveira, e posteriormente por Sérgio Murilo.
Nos anos 90, a Rádio Educadora afiliou-se com a Rede Católica de Rádio (RCR), passando a retransmitir alguns dos programas gerados pela emissora, como o Jornal da RCR e A Igreja no Rádio, este por sua vez gerado junto com a Rede Milícia Sat. No entanto, a emissora ainda mantem uma extensa programação local.

## Equipe de esportes
Em fevereiro de 2016, através de um projeto dos padres Cláudio Roberto e Guto Feitosa, a Rádio Educadora reativou seu departamento esportivo  com a transmissão dos jogos do Campeonato Maranhense de Futebol e da Copa do Nordeste de Futebol.